# Jaroslav Levinský
Jaroslav Levinský (ur. 11 lutego 1981 w Prościejowie) – czeski tenisista.

## Kariera tenisowa
Jako zawodowy tenisista Levinský występował w latach 1999–2010 i 2013–2014.
Sukcesy odnosił głównie w grze podwójnej, wygrywając 5 turniejów rangi ATP World Tour i 10–krotnie uczestniczył w finałach. W każdym z turniejów wielkoszlemowych najdalej dochodził do 3 rundy. Najwyżej sklasyfikowany w rankingu deblistów był w połowie lipca 2007 roku, na 24. miejscu.
W sezonie 2010 doszedł wspólnie z Jekatieriną Makarową do finału Australian Open w grze mieszanej. W finałowym spotkaniu para Makarowa–Levinský przegrała 5:7, 3:6 z duetem Cara Black–Leander Paes.

### Finały w turniejach ATP World Tour
| Legenda                                      |
| -------------------------------------------- |
| Wielki Szlem                                 |
| Igrzyska olimpijskie                         |
| Tennis Masters Cup / ATP Finals              |
| ATP Masters Series / ATP Tour Masters 1000   |
| ATP International Series Gold / ATP Tour 500 |
| ATP International Series / ATP Tour 250      |

#### Gra mieszana (0–1)
| Końcowy wynik | Nr | Data             | Turniej                    | Nawierzchnia | Partnerka            | Przeciwnicy             | Wynik finału |
| ------------- | -- | ---------------- | -------------------------- | ------------ | -------------------- | ----------------------- | ------------ |
| Finalista     | 1. | 30 stycznia 2010 | Australian Open, Melbourne | Twarda       | Jekatierina Makarowa | Cara Black Leander Paes | 5:7, 3:6     |

#### Gra podwójna (5–10)
| Końcowy wynik | Nr  | Data                 | Turniej      | Nawierzchnia    | Partner          | Przeciwnicy                          | Wynik finału      |
| ------------- | --- | -------------------- | ------------ | --------------- | ---------------- | ------------------------------------ | ----------------- |
| Zwycięzca     | 1.  | 18 lipca 2004        | Amersfoort   | Ceglana         | David Škoch      | José Acasuso Luis Horna              | 6:0, 2:6, 7:5     |
| Finalista     | 1.  | 25 lipca 2004        | Umag         | Ceglana         | David Škoch      | José Acasuso Flávio Saretta          | 6:4, 2:6, 4:6     |
| Finalista     | 2.  | 31 października 2004 | Petersburg   | Dywanowa (hala) | Dominik Hrbatý   | Arnaud Clément Michaël Llodra        | 3:6, 2:6          |
| Zwycięzca     | 2.  | 5 lutego 2006        | Zagrzeb      | Dywanowa (hala) | Michal Mertiňák  | Davide Sanguinetti Andreas Seppi     | 7:6(7), 6:1       |
| Finalista     | 3.  | 6 marca 2006         | Las Vegas    | Twarda          | Robert Lindstedt | Bob Bryan Mike Bryan                 | 3:6, 2:6          |
| Zwycięzca     | 3.  | 30 lipca 2006        | Umag         | Ceglana         | David Škoch      | Guillermo García-López Albert Portas | 6:4, 6:4          |
| Finalista     | 4.  | 15 października 2006 | Moskwa       | Dywanowa (hala) | František Čermák | Fabrice Santoro Nenad Zimonjić       | 1:6, 5:7          |
| Finalista     | 5.  | 29 października 2006 | Lyon         | Dywanowa (hala) | František Čermák | Julien Benneteau Arnaud Clément      | 2:6, 7:6(3), 7–10 |
| Finalista     | 6.  | 5 lutego 2007        | Zagrzeb      | Twarda (hala)   | František Čermák | Michael Kohlmann Alexander Waske     | 6:7(5), 6:4, 5–10 |
| Finalista     | 7.  | 6 maja 2007          | Monachium    | Ceglana         | Jan Hájek        | Philipp Kohlschreiber Michaił Jużny  | 1:6, 4:6          |
| Finalista     | 8.  | 29 lipca 2007        | Umag         | Ceglana         | David Škoch      | Lukáš Dlouhý Michal Mertiňák         | 1:6, 1:6          |
| Zwycięzca     | 4.  | 13 lipca 2008        | Gstaad       | Ceglana         | Filip Polášek    | Stéphane Bohli Stanislas Wawrinka    | 3:6, 6:2, 10–8    |
| Zwycięzca     | 5.  | 19 lipca 2009        | Båstad       | Ceglana         | Filip Polášek    | Robert Lindstedt Robin Söderling     | 1:6, 6:3, 10–7    |
| Finalista     | 9.  | 2 sierpnia 2009      | Gstaad       | Ceglana         | Filip Polášek    | Marco Chiudinelli Michael Lammer     | 5:7, 3:6          |
| Finalista     | 10. | 4 października 2009  | Kuala Lumpur | Twarda (hala)   | Igor Kunicyn     | Mariusz Fyrstenberg Marcin Matkowski | 2:6, 1:6          |